# 乔·哈特
查爾斯·約瑟夫·約翰·“喬”·赫特（英語：Charles Joseph John "Joe" Hart，1987年4月19日—），出生於舒茲伯利，是一名英格蘭足球運動員，司職守門員 。他曾是英格蘭足球代表隊隊員。
哈特是曼城球迷公认的功勋球员。哈特曾连续多赛季担任曼城主力门将，为曼城夺下两座冠军奖杯。他在队长受伤时期也一度担任过队长。瓜迪奥拉入主曼城之后因哈特踢法不適合其控球戰術及後場組織而被租借出去，其位置被當夏新簽入的取代。在2018年的国际邀请赛上，哈特最后一次为曼城比赛。
之后，曼城将训练基地中的一条路命名为“乔·哈特路”，以纪念哈特为曼城作出的重大贡献。

## 職業生涯

### 梳士貝利
赫特出生於什罗普郡的舒茲伯利，自小為家鄉球隊梳士貝利效力，也曾經為該隊的板球隊和伍斯特郡青年板球隊效力。當他仍就讀第11級時，已於2003年2月1日隨從一隊出征艾斯特城，擔任沒有上場的後備球員；於3月1日主場對罗奇代尔，赫特再次成為沒有出場的後備，距離他的16歲生日尚有6個星期，而這場比賽是梳士貝利該季最後一場勝仗，球季結束後以墊底的成績降級到議會全國聯賽。在降級議會全國聯賽的一年，赫特於2004年4月20日，在他17歲生日後一天首次代表一隊，主場正選上陣對格拉維森（Gravesend & Northfleet），在大部分時間10人應戰下1-1賽和對手；四天後作客對莫克姆，雖然被3次射破大門，仍以3-3平手完場。季後梳士貝利通過附加賽升級返回易名英乙的英格蘭聯賽行列。
由於在附加賽決賽互射十二碼救出3球的英雄（Scott Howie）穩佔梳士貝利首席門將的位置，赫特在2004/05年球季只在季末獲得機會上陣6場，僅失4球。翌年2005/06年球季霍维尔轉投剑桥联，赫特獲提升成為一隊正選門將，出席該季全部46場聯賽，失掉55球。雖然平均每場失球超過1球，赫特的表現仍然獲得肯定，於2005年11月11日首次代表英格蘭U19主場出戰波蘭U19，獲派後補上場。
赫特的表現亦獲得英超球會的青睞，派出球探在梳士貝利的比賽觀察赫特。2005年11月30日《什羅普郡星報》（Shropshire Star）報導愛華頓的守門員教練基斯·活士（Chris Woods）出席梳士貝利上場3-4負於罗奇代尔的比賽，而梳士貝利時任領隊加利·彼得斯（Gary Peters）宣稱：「愛華頓有派員觀察他，但你亦可說阿仙奴、車路士及英超每支球隊亦在做相同的事情。」整季不斷有傳聞關於祖·赫特的去向，而曼城的守門員教練添·科華斯（Tim Flowers）多次到場觀看赫特的比賽，使曼城成為最有可能的競逐者。
2006年2月7日赫特獲選1月份「PFA球迷票選每月最佳球員」（PFA Fans' Player of the Month Awards）。更於3月23日PFA頒獎禮入選2005/06年球季「英乙PFA年度最佳陣容」。

### 曼城

#### 2006年至2007年：起步及外借
2006年5月當赫特隨從英格蘭U19到比利時參加2006年歐洲U-19足球錦標賽第二輪外圍賽時，5月22日曼城宣佈成功羅致赫特，簽約四年，初步轉會費為60萬英鎊，按出場次數可增加到150萬英鎊，但英格蘭U19最終在小組1勝2負，敬陪末席未能出線在波蘭舉行的決賽週。
由於頭兩位門將伊薩臣及韋化（Nicky Weaver）相繼受傷，赫特於2006年10月14日首次代表曼城主場出戰錫菲聯作個人英超處子演出，結果保持不失0-0和局終場。
2007年1月1日赫特獲外借到英甲球隊燦美爾1個月，期間上陣6場及失掉8球。2月當時任曼城領隊皮雅斯兼職首次領軍英格蘭U21，即將赫特與另一名新門將（Ben Alnwick）選入陣中，2月6日對西班牙U21，赫特在下半場末段以後補身份入替卡臣，首次代表英格蘭U21上陣。
2007年4月在英甲爭取升級的黑池，其3名門將先後受傷缺陣，遂從曼城借用赫特，於4月9日首場披甲作客對哈德斯菲爾德，赫特作出3次美妙撲救，力保不失協助球隊2-0獲勝全取寶貴3分，在赫特上陣的5場比賽黑池全部獲勝，包括5月5日最後一戰作客6-3大勝史雲斯，雖然同日布里斯托城亦獲勝並贏得聯賽亞軍及最後一個直接升級席位，但最終黑池亦能通過附加賽升級英冠。5月10日赫特獲選進入在荷蘭舉行2007年歐洲U-21足球錦標賽決賽週英格蘭U21初選30人名單中，最終赫特亦有隨隊參賽擔任卡臣的副車，惟沒有上陣機會，而英格蘭U21亦於準決賽互射十二碼以12-13不敵主辦國荷蘭出局。

#### 2007年至2009年：球隊首席門將

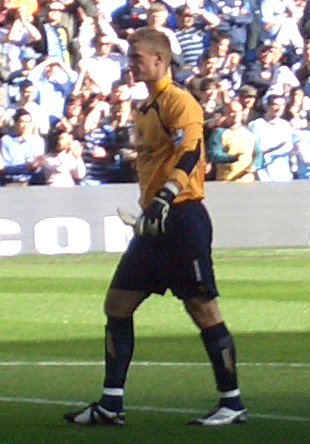
於2008年效力曼城時的赫特

曼城在2007年5月14日辭退皮雅斯，由接手任教，由於伊薩臣一再受傷患困擾，赫特擊退季初任正選並有出色表現的而成為隊中首席門將。赫特因傷直到9月29日才首次在聯賽正選登場對紐卡素，協助球隊3-1獲勝；10月27日作客對車路士，赫特被6次射破大門；11月11日赫特再次憑連串出色的撲救力保清白之軀，作客以0-0賽和樸茨茅夫，使球隊保持聯賽第三的席位，賽後隊友稱讚赫特不單救球出色，更與防線其他成員有良好溝通；2008年1月2日曼城憑赫特上半場的穩健演出，最終以2-0擊敗紐卡素，取得自開季以來第二場作客勝利，球隊一度升上聯賽榜第四位。
在2008/09賽季，自會方在冬季轉會窗收購後，赫特淪為後備門將。

#### 2009年至2010年：外借伯明翰

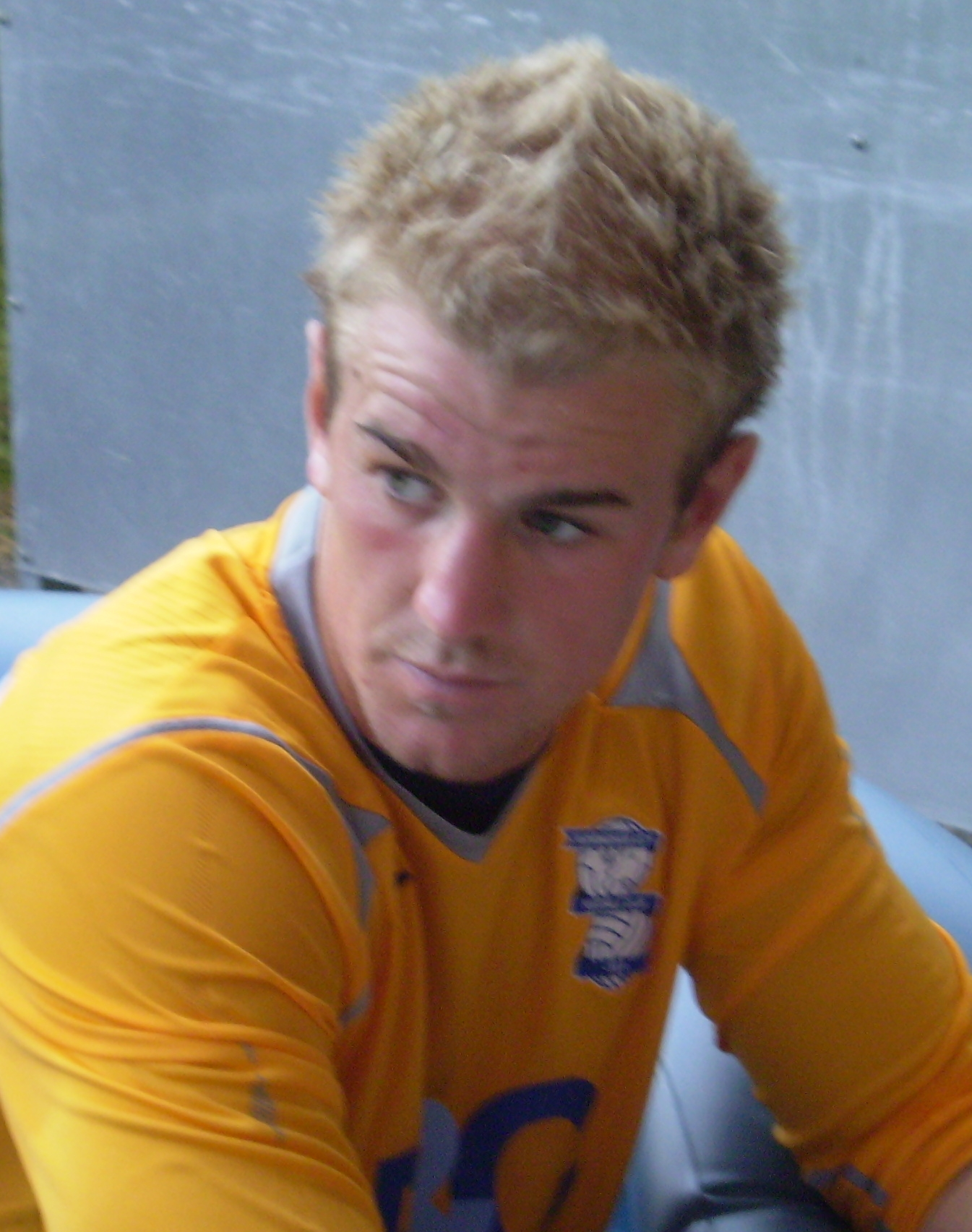
租借至伯明翰時，2009年

2009年夏天，赫特被外借到伯明翰一年至2009/10年球季結束。赫特在伯明翰度過了非常成功的一季，曾為球隊在聯賽創出12場不敗的紀錄，也為球隊造出9連勝的佳績，協助伯明翰以第9位完成聯賽。赫特出色的表現使他獲得這年PFA年度最佳青年球員的提名，而且他更入選了PFA年度最佳陣容。

#### 2010年至2016年：聯賽杯賽榮譽
10-11賽季赫特有18場聯賽保持不失球，其身後則是15次零封對手的和14次零封對手的、，曼城主力門神就提前一輪獲得了金手套獎。赫特還是首位獲此獎項的英格蘭本土門將，這無疑將進一步鞏固赫特英格蘭正印國門的位置。而曼城也以38場聯賽33粒失球的數據，與切爾西並列成為英超防守最好的球隊。當然，赫特不僅僅在聯賽中表現出色，他本賽季各項賽事總共有29次力保球門不失，這項數據也打破了由曼城傳奇門將韋化保持的單賽季各項賽事26次零封對手的球隊紀錄。

#### 2016年至2018年：外借拖連奴及西漢姆
由於瓜迪歐拉入主曼城，喬哈特在轉會窗完結前被外借至意甲球會拖連奴，租借費為100萬歐元，其餘70%年薪由曼城承擔。喬哈特在拖連奴表現不佳，連拖連奴主席凱洛受訪時都抱怨沒想到喬哈特這樣的大牌門將竟然會犯這麼多低級失誤。
喬哈特被退貨後馬上由隊內門將表現不佳的西汉姆联租借一年，哈特也希望藉由比賽增加自己在世界盃的狀態。

### 伯恩利
2018年8月7日，哈特以350万英镑永久转会至伯恩利足球俱乐部，正式结束自己12年的曼城生涯。哈特与伯恩利签下了一份2年合同。

### 热刺
2020年8月18日，热刺官方宣布乔哈特加盟，双方签约到2022年夏天。乔哈特是以自由身加盟热刺，此前他同伯恩利的合同于2020年夏天到期，并没有续约。

### 些路迪
2021年8月3日，哈特与苏格兰俱乐部些路迪签约，合同为期三年。
2024年2月25日，哈特宣布将在赛季结束后退役。

## 國家隊
2007年6月5日，赫特首次為英格蘭U21正選上陣，以5-0大勝斯洛伐克U21。2007年歐洲U-21足球錦標賽決賽週後，史葛·卡臣因超齡而離隊，赫特成為隊中首號門將。
往後，赫特協助英格蘭U21打進2009年U21歐洲國家盃決賽周，並成功進入決賽。可惜，赫特因在四強賽事累積兩面黃牌，需於決賽停賽。結果，該仗英格蘭U21被德國U21以四比零擊敗。2009年11月8日，赫特入選了友賽巴西的名單。
赫特憑藉在伯明翰城成功的一季而獲得參加2010年世界盃的機會，可惜未獲得上陣機會。
及後因羅拔·格連在2010年世界盃足球賽中犯低級錯誤，被貶到後備席，而表現出色的赫特更取位格連的正選位置。
喬哈特在2014年世界杯及2016年歐洲國家盃均為英格蘭國家隊的主力守門員，一直站穩正選。

## 技術特點
喬哈特是撲救能力優秀的守門員，時常能做出精采的撲救，其反應及單刀撲救能力亦十分出色，故曾在六年內四奪英超金手套獎。然而喬哈特腳下功夫並不出色，是一名典型的守門員，與現代的清道夫守門員不同，因而埋下了他在主打控球戰術的瓜迪奧拉新上任曼城領隊後便立刻被放棄及取代的伏線。

## 軼事
祖赫特在2014巴西世界杯对阵意大利时，因被意大利前鋒巴洛迪利以頭球反超前2比1，急于反攻之下而向球场边的球童大喊“Give me that fucking ball！”，因而被冠上“暴躁哥”的称号。而于2015-2016英超赛季中，曼城主场对阵車路士，在开球时为了提醒耶耶托尼，而大喊“YaYa！YaYa！”被人戏称暴躁哥回归。

## 榮譽

### 球會
曼城
- 英格蘭足球超級聯賽冠軍：2011-12、2013-14
- 英格蘭足球聯賽盃冠軍：2013-14、2015-16
- 英格蘭足總盃冠軍：2010-11

些路迪
- 蘇格蘭足球超級聯賽冠軍 : 2021–22[26]、2022–23
- 蘇格蘭聯賽盃冠軍 : 2021-22、2022-23[27]
- 蘇格蘭足總盃冠軍 : 2022–23[28]

### 國家隊
英格蘭U21
- 歐洲U-21足球錦標賽亞軍：2009年

### 個人
- 英超金手套獎：2010-11、2011-12、2012-13、2014-15賽季
- 伯明翰城年度最佳球員：2009-10賽季

## 外部連結
- Soccerway資料庫：乔·哈特
- 足球数据库：乔·哈特的球员统计数据
- Player Profile[永久] at skysports.com
- Profile at 4thegame.com
- Profile at PlayerHistory.com （页面存档备份，存于）
- 曼城官方 赫特檔案 （页面存档备份，存于）
- Profile at thefa.com （页面存档备份，存于）